# إيمانويلا أورلاندي
إيمانويلا أورلاندي (بالإيطالية: Emanuela Orlandi)، من مواليد 14 يناير 1968، هي فتاة إيطالية، كانت تبلغ من العُمر 15 عاماً وقت اختفائها سنة 1983.

## مولدها
ولدت إيمانويلا أورنلاندي سنة 1968 لعائلة كاثوليكية، حيث كانت تعمل في خدمة الفاتيكان منذ أجيال، وكانت الفتاة الخامسة من بين 5 أطفال، عاشت في الشقة داخل مدينة الفاتيكان، وهي أمر نادر جداً للسكن العائلي.

## قصة الاختفاء
في تاريخ 22 يونيو 1983، خرجت إيمانويلا لحضور درس الموسيقى في مدرسة دوميزيانا، وهي قريبة من ساحة نافونا بالعاصمة الإيطالية روما، ولم تعد.
شوهدت آخر مرة عند حوالي الساعة 7:30 مساءاً، بينما كانت تتحدث إلى صديقة لها خارج المعهد.

## القضية
لم تظهر الشرطة الإيطالية بجدية في بداية الأمر، باعتبارها قضية فتاة هاربة، بدأ حملة إعلامية كبرى بدعم من وسائل الاعلام المحلية، وبعد عدة أيام تصل مكالمات هاتفية غامضة من مجهول يدعى بيبر لويجي، يزعم أنه حجزها، فأحد المتصلين طالب بمبادلة إيمانويلا بالإفراج عن محمد علي آغا، الذي حاول اغتيال البابا بولس الثاني بتاريخ 13 مايو 1981، ففرضية الانتقام السياسي بدت منطقية في ظل الحرب الباردة، ولكن لم تقدم أي جهة دليلاً ملموساً على تورط الاستخبارات الأجنبية.

## فرضيات
في ثمانينات من القرن العشرين، كان الفاتيكان متورطاً مالياً في فضيحة انهيار بنك أمبروسيانو بقيادة روبرتو كالفي، والذي لقي مقتولاً تحت جسر في العاصمة البريطانية لندن عام 1982، كان كالفي يلقب بمصرفي الرب، وارتبطت أمواله بعصابة المافيا ويدعى "باندا ديلا ماغليانا، وهي عصابة خطيرة في العاصمة الإيطالية روما.
أدعى أعضاء سابقون في العصابة أن اختطاف إيمانويلا كان للضغط على افاتيكان لإعادة ملايين الدولارات التي استثمرتها المافيا في بنك أمبروزيانو.
أحد أهم الشهود كان ساباستانو مانكوني (عنصر سابق في المافيا)، والذي زعم أن جسدها دفن في قبر زعيم العصابة إنريكو دي بيديس في كنيسة سانت أبوليناري، بالقرب من الفاتيكان.

## موقف الفاتيكان
موقف الفاتيكان طوال العقود الماضية اتسم بالغموض والصمت، دون إصدار بيانات واضحة أو دعم مباشر للعائلة، ووجود أسرة أورلاندي داخل الدولة الدينية أعطى الشكوك طائبعاً حساساً، بندكت السادس عشر أشار مرة واحدة إلى القضية، ثم تجاهلها.
أما البابا فرنسيس فقد التقى العائلة، ولكن دون التزام رسمي بفتح التحقيق، حتى عام 2023 حين أعلن عن تحقيق جديد.

## القبور الفارغة
في سنة 2018، تلقت أسرة أورلاندي رسالة غريبة تحتوي صورة ملاك وتم تحديد مكان قبرين في مقبرة توتونسك داخل الفاتيكان، وتم فتح القبرين سنة 2019، وتفاجأ بأن القبرين فارغتان، فالغريب أن الفاتيكان أزال عضاماً من القبور قبل أشهر من الفتح، ما أثار موجة غضب شديدة.

### فتاة الفاتيكان
عرضت شبكة نتفلكس الأمريكية وثائقياً بعنوان: فتاة الفاتيكان (Vatican Girl) عام 2022، سلط الضوء على احتمال تورط رجال دين كبار في الفاتيكان في التستر والتواطؤ.

## تطورات حديثة
لأول مرة منذ عقود، أعلن الفاتيكان فتح تحقيق رسمي داخلي، وكان ذلك في شهر يناير 2023، وبعدها بعام صوت البرلمان الإيطالي على فتح جلسات استماع في قضية إيمانويلا أورلاندي وقضية اختفاء فتاة أخرى تدعى ميريلا غريغوري، استدعي رجال دين وعناصر الشرطة وشخصيات مالية، اتهم المحققون السابقون بأن مسؤولي الفاتيكان هم سبب اختفاء أورلاندي، وعائلة أورلاندي تحمل الفاتيكان مسؤولية التستر عن الحقيقة.